# Crown Jewel (2021)
L'édition 2021 de Crown Jewel est une manifestation de catch (lutte professionnelle) produite par la World Wrestling Entertainment (WWE), une fédération de catch américaine, qui est télédiffusée, visible en paiement à la séance, sur Peacock. L’événement s'est déroulé le 21 octobre 2021 au Mohammed Abdu Arena on the Boulevard à Riyad en Arabie Saoudite. Il s'agit de la troisième édition de Crown Jewel.

## Contexte
Les spectacles de la World Wrestling Entertainment (WWE) sont constitués de matchs aux résultats prédéterminés par les scénaristes de la WWE. Ces rencontres sont justifiées par des storylines – une rivalité avec un catcheur, la plupart du temps – ou par des qualifications survenues dans les shows de la WWE telles que Raw, SmackDown et NXT. Tous les catcheurs possèdent une gimmick, c'est-à-dire qu'ils incarnent un personnage gentil (Face) ou méchant (Heel), qui évolue au fil des rencontres. Un événement comme Crown Jewel est donc un événement tournant pour les différentes storylines en cours,.

## Tableaux des matchs
| Ordre par numéros | Résultat                                                                                     | Stipulation(s)                                                 | Temps |
| --- | -------------------------------------------------------------------------------------------- | -------------------------------------------------------------- | ----- |
| 1P | The Usos (Jimmy et Jey Uso) battent The Hurt Business (Shelton Benjamin et Cedric Alexander) | Tag Team match                                                 | 10:40 |
| 2 | Edge bat Seth Rollins.                                                                       | Hell in a Cell match                                           | 27:40 |
| 3 | Mansoor bat Mustafa Ali                                                                      | Match simple                                                   | 10:00 |
| 4 | RK-Bro (Randy Orton et Riddle) (c) battent AJ Styles et Omos                                 | Tag Team match pour les WWE Raw Tag Team Championship          | 8:40  |
| 5 | Zelina Vega bat Doudrop                                                                      | Match simple Finale du Queen's Crown                           | 5:55  |
| 6 | Goldberg bat Bobby Lashley                                                                   | No Holds Barred Falls Count Anywhere match                     | 11:25 |
| 7 | Xavier Woods bat Finn Bálor                                                                  | Match simple Finale du King of the Ring                        | 9:40  |
| 8 | Big E (c) bat Drew McIntyre                                                                  | Match simple pour le WWE Championship                          | 13:25 |
| 9 | Becky Lynch (c) bat Bianca Belair et Sasha Banks                                             | Triple Threat match pour le WWE SmackDown Women's Championship | 19:25 |
| 10 | Roman Reigns (c) (avec Paul Heyman) bat Brock Lesnar                                         | Match simple pour le WWE Universal Championship                | 12:10 |
| La lettre C placée entre parenthèses désigne la personne ou l’équipe championne en titre. P – indique que le match a eu lieu lors du pré-show |                                                                                              |                                                                |       |

## Annexe